# リチャード・ロバーツ (エンジニア)
リチャード・ロバーツ（1789年4月22日– 1864年3月11日）はウェールズのエンジニアであり、1830年に自動ミュール紡績機を完成、実用化した。